# Eremaphanta dispar
Eremaphanta dispar là một loài ong trong họ Melittidae. Loài này được Morawitz miêu tả khoa học đầu tiên năm 1892.